# Cel (folija)
Cel (skraćeno od celuloid) je vrsta prozirne plastične folije. Koristila se u crtanju i slikanju crtanih filmova ručnom tehnikom tradicionalne animacije. 
Stvarni celuloid koji se sastojao od nitroceluloze i kamfora koristio se u prvoj polovici 20. stoljeća. Zbog velike zapaljivosti i dimenzijski nestabilnosti, umnogome ga je poslije zamijenio celulozni acetat. 
Dolaskom tehnologija gdje je u animaciji pomagalo računalo, uporaba cela opadala je u velikim produkcijskim kućama. Disneyjevi studiji prestali su se služiti celom 1990., kad ga je u procesu animacije nadomjestio Computer Animation Production System (CAPS).
Do uvođenja cela crtač crtanog filma morao je nacrtati 24 različite sličice za svaku sekundu filma, što je značilo da za svaku minutu filma moraju nacrtati 1440 sličica. Zbog toga su stari crtani filmovi bili uglavnom kratki. Promjena stanja zbila se oko 1910. godine iz dvaju razloga: umjetnici od tada rade u timovima i od tada se služe celovima za crtanje.
Uporabom cela smanjilo se radno opterećenje i uklonilo zasićenje umjetnika koji je prije morao naslikati istu sliku stotine puta. Sada su umjetnici mogli jednostavno ponovno nacrtati glavne likove na celuloidne listove, umjesto da kao prije crtaju cijeli prizor za savku sliku. Nakon što bi nacrtali glavni lik na cel, položili bi ih na trajnu podlogu. Osim toga umjetnik je bio pošteđen od neprestanog crtanja cijelog lika. Jedino što su morali ponovo nacrtati jest dio koji se micao, pa je za prikaz čovjeka u hodu dostatno bilo ponovno nacrtati samo njegove noge.